# Пропаганда (книга)
 Тази статия е за книгата на Едуард Бернайс.  Вижте също: Пропаганда.
„Пропаганда“ (на английски: „Propaganda“) е най-значимата книга на Едуард Бернайс, публикувана за първи път през 1928 година. В нея той определя практикуващите професията на „съветник по връзки с обществеността“ (ПР-специалист) като „практикуващ социолог, чиято компетентност е подобно на тази на промишлен инженер, главен мениджър или инвестиционен консултант в съответните им области“. Той развива теорията, че за да помагат на клиентите, ПР-съветниците трябва да използват и прилагат знанията си от поведенческите науки като антропология, история, социална психология и социология.
В „Пропаганда“ Бернайс твърди, че научната манипулация на общественото мнение е била необходима за преодоляване на хаоса и конфликтите в обществото:
| „ | Съзнателната и интелигентна манипулация на навиците и мненията на масите е важен елемент в демократичното общество. Хората, които манипулират този невидим механизъм на обществото, представляват невидимо правителство, което е истинската управляваща сила на нашата страна. […] Ние сме управлявани, нашите умове са моделирани, нашите вкусове са формирани, нашите идеи са внушени, до голяма степен от хора, за които никога не сме чували. Това е логичен резултат от начина, по който е организирано нашето демократично общество. Огромен брой хора трябва да си сътрудничат по този начин, ако искат да живеят заедно като добре функциониращо общество. […] В почти всяко действие от ежедневието ни, независимо дали е в сферата на политиката и бизнеса, в нашето социално поведение или морално мислене, над нас господстват относително малко на брой хора, […] които разбират мисловните процеси и социалните модели на масите. Те са тези, които дърпат конците на общественото мнение. | “ |

Бернайс определя модерната пропаганда като „последователни, трайни усилия за създаване или оформяне на събития с цел влияние върху отношението на публиките към дадено начинание, идея, или група от хора.“ По този начин, нейната роля в обществото е да действа като метод на комуникация и инструмент на връзките с обществеността.
„Пропагандата съществува навсякъде около нас и променя представите ни за света. Дори ако прозвучи твърде песимистично – и това тепърва ще бъде доказано, – мнението отразява тенденция, която е несъмнено реална. В действителност нейната употреба се увеличава с признаването на ефективността ѝ в получаването на обществена подкрепа.“
Една от основните концепции, които Бернайс предлага, е да не се продава продукт, а да се продава потребността от даден продукт. При обсъждането на продажбата на пиана, например, той пише, че един успешен пропагандист трябва „да се стреми да развива възприемането от страна на публиката на идеята за музикална стая в дома“. По този начин, решението на клиента да купи пиано ще бъде вдъхновено от идеята за тази стая, а самото пиано – олицетворение на обещанията на това помещение.